# Шарль Банж
Шарль Валера́н Раго́н де Банж (помилково Валер'єн, фр. Charles Valérand Ragon de Bange; 17 жовтня 1833, Баліньїкур, Шампань-Арденни — 9 липня 1914, Ле-Шене) — французький зброяр, винахідник, інженер, конструктор артилерійських установок, полковник артилерії.

## Біографія
Закінчив Політехнічну школу в Парижі. Служив офіцером артилерії в Армії Франції. Учасник Австро-італо-французької війни 1859 р. та Франко-прусської війни 1870—1871 р.
Після війни як директор «Atelier de précision» у «Depôt centrale» у Парижі, керував виготовленням легких і важких польових гармат. Запропоновані ним 1876 року польові гармати калібру 80 і 90 мм були прийняті у французькій артилерії (з 1892 року всі легкі гармати, що замовлялися, робили з поршневим затвором).

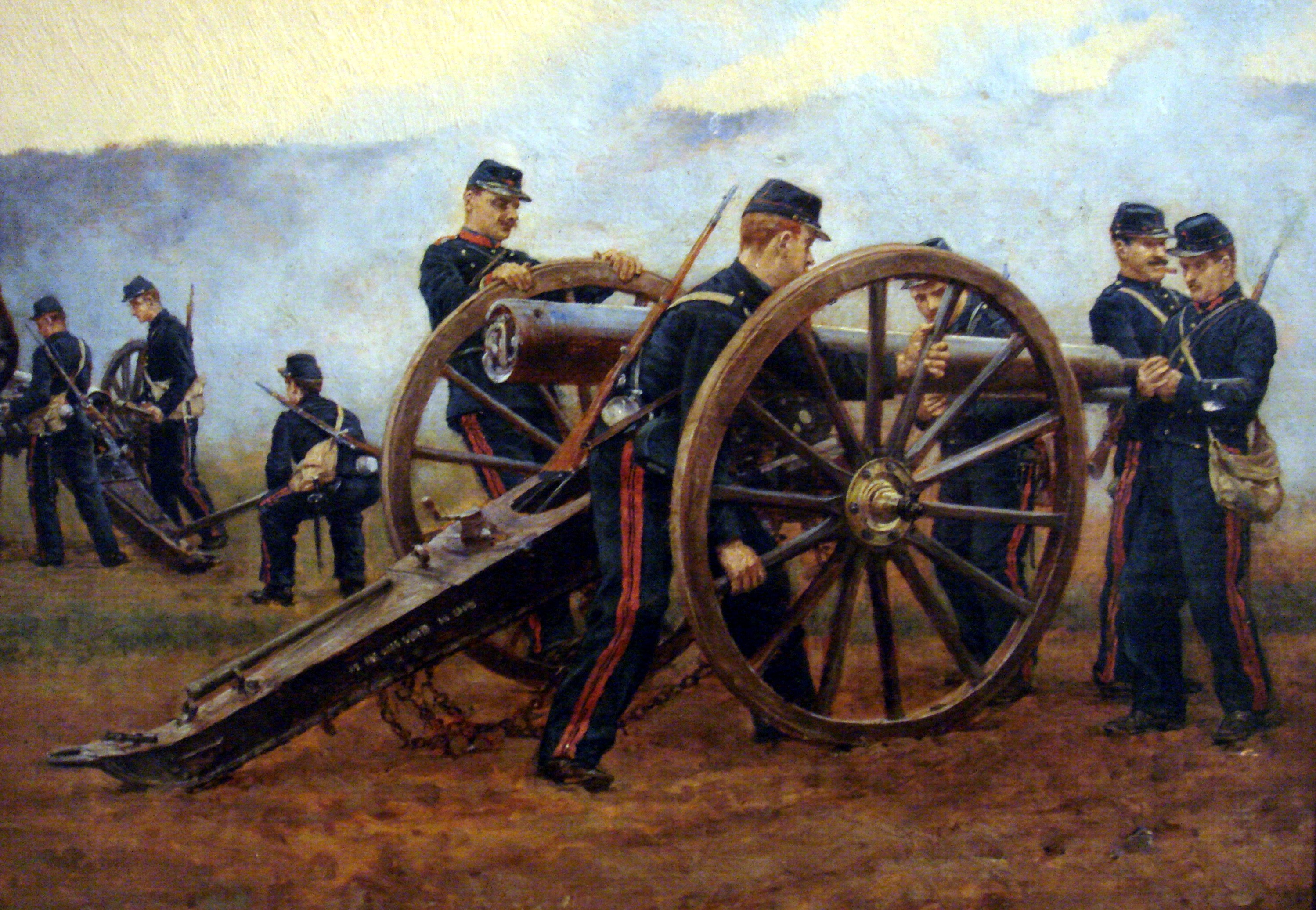
90-мм гармата де Банжа, 1898 рік. Картина Етьєна-Проспера Берн-Белькура (1838—1910). Музей армії (Париж)

Першим зумів вирішити складну конструкторську проблему із затвором у великокаліберній артилерійській системі.

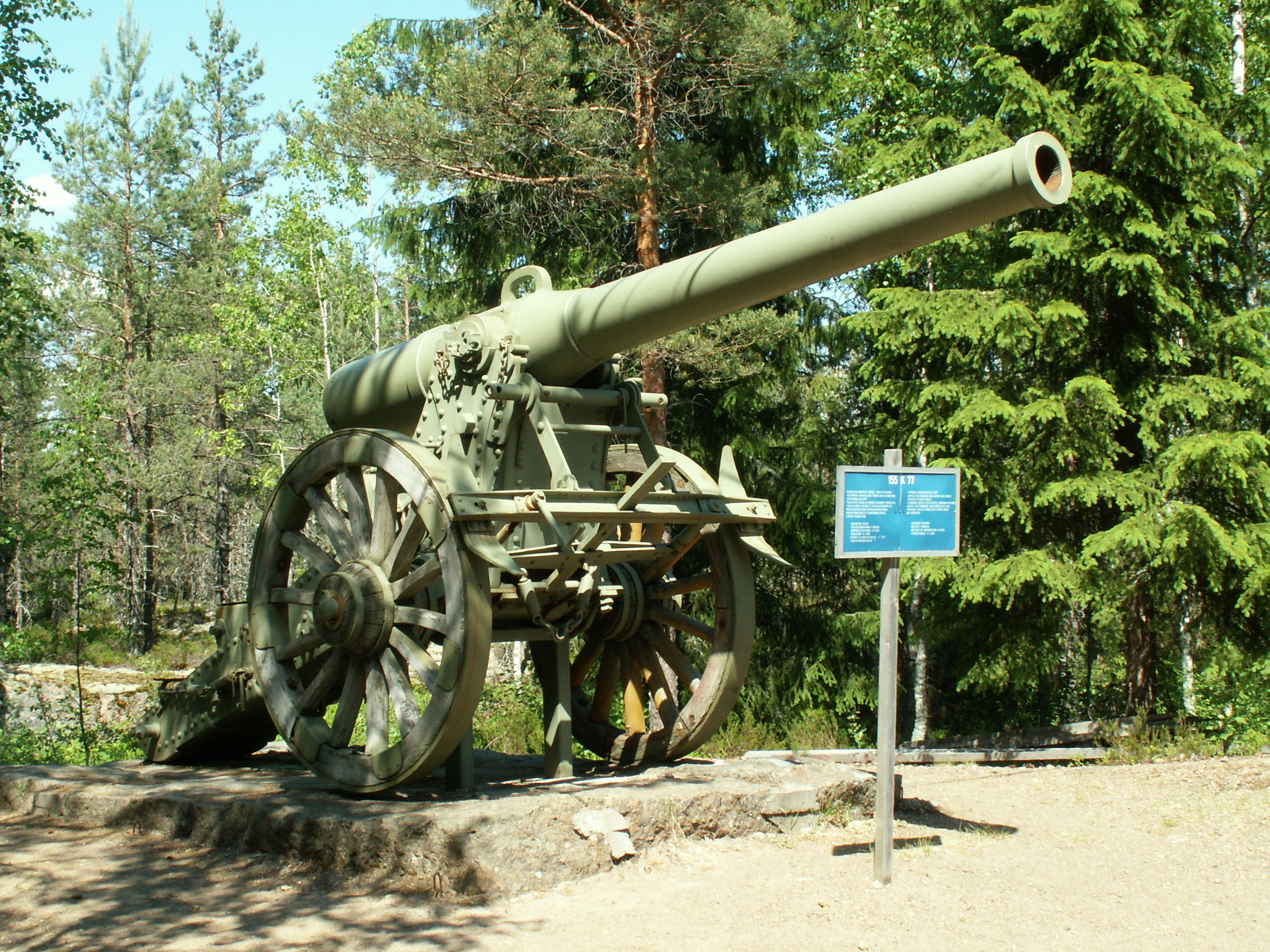
155-мм гармата де Банжа (1877)

Головною заслугою Ш. Банжа є винайдений ним так званий обтюратор до гвинтового затвора артилерійської зброї, який згодом став світовим військовим стандартом.
1882 року Ш. Банж зайняв місце головного директора заводів Кайля, розташованих у Тренелі, в Денені та в Дуе, і незабаром більшу частину їх реорганізував у гарматні заводи.
1884 року заводи Кайля стали змагатися під його умілим управлінням із заводом Круппа, так що сербський уряд зважився замовити у Ш. Банжа гармати для 52 батарей своєї артилерії. З того часу суперництво цих двох заводів почало все більше й більше посилюватися, іноді переходячи навіть у відкриті виклики та збуджуючи полеміку у французькій та німецькій пресі.
Гармати Ш. Банжа наприкінці XIX століття успішно конкурували за всіма параметрами з німецькими гарматами Круппа та англійськими гарматами Армстронґа. Тільки через 30 років на початку XX століття в гарматах Круппа стали застосовувати інші конструкції, що не копіюють французький винахід Ш. Банжа.